# Slavoj Žižek
Slavoj Žižek, född 21 mars 1949 i Ljubljana, är en slovensk filosof, psykoanalytiker, sociolog och kulturkritiker. Žižek är professor vid European Graduate School och även verksam vid University of London och Ljubljanas universitet. Žižek grundar sina studier i filosofi och den kritiska skolan såsom hegelianism, marxism och postmodernism, i psykoanalysen genom Jacques Lacan och teologin med fokus på kristen etik.

## Biografi
Žižek är senior researcher vid sociologiinstitutionen vid Ljubljanas universitet och professor vid European Graduate School. Han har varit gästprofessor vid, bland annat, The New School, University of Minnesota, University of California, Irvine och University of Michigan. För tillfället är han Internationell koordinator för Birkbeck Institute for the Humanities, University of London och ordförande för Society for Theoretical Psychoanalysis i Ljubljana.
Žižek är känd för att ha använt psykoanalytikern Jacques Lacans teorier för sina tolkningar av populärkultur. Han har även använt lacaniansk psykoanalys, hegeliansk filosofi och marxistisk ekonomikritik för att tolka och utförligt tala om dagsaktuella sociala fenomen, däribland finanskrisen inom den globala kapitalismen. I en intervju med Amy Goodman  2008 i New York-radioprogrammet Democracy Now! beskrev han sig själv som en "communist in a qualified sense", vid ett senare tillfälle (oktober 2009) i samma radioprogram beskrev han sig själv vänsterradikal. Žižek är erkänd som en av de främsta intellektuella inom den radikala vänstern .
Förutom tolkningarna av lacaniansk psykoanalys har han skrivit om bland annat subjektivitet, ideologi, kapitalism, fundamentalism, rasism, tolerans, multikulturalism, mänskliga rättigheter, ekologi, globalisering, Irakkriget, revolution, utopianism, totalitarism, cyberrymden, postmodernism, populärkultur, opera, bio, politisk teori och religion.
1990 ställde han upp som presidentkandidat i de slovenska valen. Žižek har även influerat Mark Fisher.
Bland Žižeks många verk finns bland annat Ideologins sublima objekt, Välkommen till verklighetens öken och Irak: att låna en kittel översatta till svenska.
2019 debatterade han med psykologiprofessorn Jordan Peterson på ämnet Lycka: kapitalism mot marxism. Debatten blev mycket uppmärksammad.[källa behövs] Biljetterna sålde slut och biljetter såldes i andra hand på Ebay för över 300 amerikanska dollar.

## Besök i Sverige
Žižek har besökt Sverige tre gånger. En gång 2002 i Lund, en gång 2013 på Södra Teatern i Stockholm (i samband med Tankekrafts utgivning av "De farliga drömmarnas år"), och en gång 2020 i januari i Malmö.
Den senare gången höll han vid ett författarevenemang arrangerat av Malmö kommun ett samtal med sin nuvarande fru, journalisten och filosofen Jela Krečič, under rubriken ”The Rise of New Obscene Masters”. 5 000 personer anmälde sig vara intresserade, men det fanns endast 800 platser i lokalen och besökare anlände från Stockholm redan vid tolvtiden. Lokalen blev full långt innan evenemanget hade börjat och studenter väntade i timmar.

## Film
Žižek har genom åren producerat, medverkat i och kritiserat film. Bland de mest uppmärksammade produktioner som Žižek deltagit i kan Žižek!, Examined Life, The Pervert's Guide to Cinema och The Pervert's Guide to Ideology nämnas.

## International Journal of Žižek Studies
I januari 2007 startade den akademiska tidskriften "International Journal of Žižek Studies". När tidskriften beskriver sin egen verksamhet framgår det att Žižek akademiskt är mycket mer än de populära epitet han fått i massmedia.
"Launched in January 2007, IJŽS is a peer-reviewed, open access academic journal. As its title unambiguously proclaims, it is devoted to the work of Slavoj Žižek, a Slovenian philosopher/cultural theorist. Despite such predictably caricatured media portrayals as "the Elvis of cultural theory" and "the Marx brother", Žižek has attracted enormous international interest through his application of otherwise esoteric scholarship to contemporary mass culture and politics."